# Inverse Regel
Mit dem Ausdruck logische Inversion bezeichnen Paul Lorenzen und andere Logiker den Vorgang der Umkehrung einer  Kalkülregel.
Sei {\displaystyle R} eine gültige Regel eines Kalküls:
{\displaystyle P\Rightarrow K}.
Hierbei ist {\displaystyle P} die Prämisse und {\displaystyle K} die Konklusion von {\displaystyle R}. Dann lautet die inverse Regel:
{\displaystyle K\Rightarrow P}.
Die Inverse einer gültigen Regel ist natürlich im Allgemeinen keine im Kalkül gültige, d. h. ableitbare Regel; dies muss im Einzelfall erst nachgewiesen werden.